# Rallye Großbritannien 2010

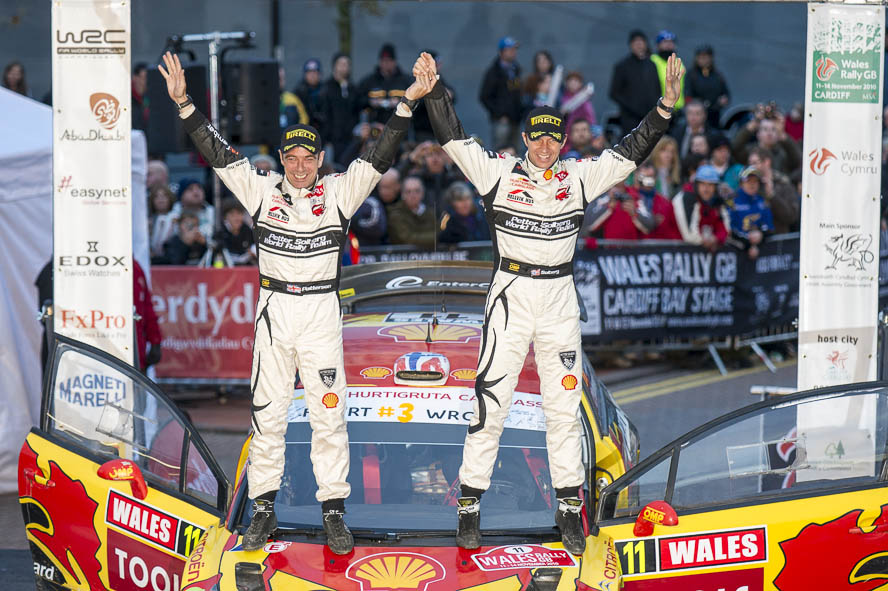
Petter Solberg (r.) und Chris Patterson freuen sich über den zweiten Rang in Wales

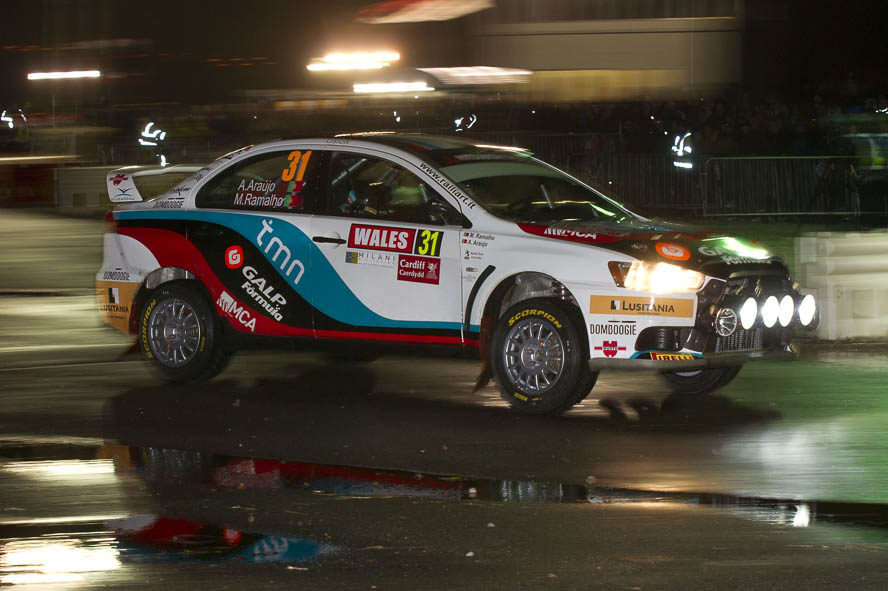
Armindo Araujo und Miguel Ramalho werden zum zweiten Mal Meister in der PWRC-Klasse

Die 66. Rallye Großbritannien war der dreizehnte und letzte Lauf zur Rallye-Weltmeisterschaft 2010. Sie fand vom 11. bis zum 14. November 2010 statt und wurde rund um die walisische Stadt Cardiff gefahren.

## Bericht
Die Citroën-Fahrer Sébastien Loeb und Petter Solberg hatten sich in Wales ein spannendes Duell um den Sieg geliefert. Bis zum Samstagmorgen kämpfte Sébastien Ogier (Citroën) auch mit, nach einem Überschlag fiel er aber aus. Von da an machten Loeb und Solberg die Rallye unter sich aus. Beide blieben auf den rutschigen und feuchten Schotterstraßen nicht von Fehlern verschont. Loeb ging mit einem Vorsprung von knapp fünf Sekunden auf Solberg in die letzten vier Wertungsprüfungen des Schlusstages. Bereits in der ersten WP des Sonntags baute er seinen Vorsprung auf über elf Sekunden aus, zur Mittagspause waren es über 14 Sekunden. In der dritten Kurve der vorletzten Prüfung kam Solberg von der Piste ab und verlor nochmals ein wenig Zeit. Danach entschied er sich, den zweiten Rang zu sichern und griff nicht mehr an. Im Ziel, nach 20 zu fahrenden Wertungsprüfungen, hatte Loeb 19,1 Sekunden Vorsprung auf Solberg.
In der Produktionswagen-Weltmeisterschaft (PWRC) hieß der alte und neue Meister Armindo Araújo. Der Mitsubishi-Pilot fuhr in dieser Saison in allen Rallyes auf das Siegerpodium, holte drei Siege, zwei zweite und einen dritten Rang. Beim Finale in Wales hatte Patrik Flodin die Chance Araujo noch abzufangen. Als Flodin am Samstag ein Rad an seinem Auto verlor, hatte Araujo es in der Hand den Titel zu sichern. Einen Tag später konnte der Portugiese den zweiten PWRC-Titel gewinnen. Trotz des Sieges von Ott Tänak reichte Araujo der zweite Rang.
Dramatisch verlief die Entscheidung in der erstmals ausgetragenen SWRC. Hier hießen die Titelanwärter Jari Ketomaa, Xevi Pons und Patrik Sandell. Als Ketomaa am Sonntagmorgen nach einem Unfall ausschied, war der Weg für Pons frei, erster SWRC-Weltmeister zu werden. Dazu reichte ihm der dritte Rang hinter Sieger Andreas Mikkelsen und Craig Breen.

## Klassifikationen

### Endresultat
| Pos     | Fahrer              | Beifahrer          | Auto                          | Zeit      | Rückstand | Punkte |
| WRC     | WRC                 | WRC                | WRC                           | WRC       | WRC       | WRC    |
| ------- | ------------------- | ------------------ | ----------------------------- | --------- | --------- | ------ |
| 1       | Sébastien Loeb      | Daniel Elena       | Citroën C4 WRC                | 3:14:54.0 | 00:00.0   | 25     |
| 2       | Petter Solberg      | Chris Patterson    | Citroën C4 WRC                | 3:15:13.1 | 00:19.1   | 18     |
| 3       | Jari-Matti Latvala  | Miikka Anttila     | Ford Focus RS WRC             | 3:16:29.3 | 01:35.3   | 15     |
| 4       | Mikko Hirvonen      | Jarmo Lehtinen     | Ford Focus RS WRC             | 3:16:47.3 | 01:53.3   | 12     |
| 5       | Dani Sordo          | Diego Vallejo      | Citroën C4 WRC                | 3:17:06.2 | 02:12.2   | 10     |
| 6       | Henning Solberg     | Ilka Minor         | Ford Focus RS WRC             | 3:21:20.5 | 06:26.5   | 8      |
| 7       | Matthew Wilson      | Scott Martin       | Ford Focus RS WRC             | 3:23:31.8 | 08:37.8   | 6      |
| 8       | Kimi Räikkönen      | Kaj Lindström      | Citroën C4 WRC                | 3:25:21.9 | 10:27.9   | 4      |
| 9       | Mads Østberg        | Jonas Andersson    | Subaru Impreza WRC            | 3:27:07.7 | 12:13.7   | 2      |
| 10      | Andreas Mikkelsen   | Ola Fløene         | Škoda Fabia S2000             | 3:28:55.2 | 14:01.2   | 1      |
| SWRC    |                     |                    |                               |           |           |        |
| 1 (10)  | Andreas Mikkelsen   | Ola Fløene         | Škoda Fabia S2000             | 3:28:55.2 | 00:00.0   | 25     |
| 2 (12)  | Craig Breen         | Gareth Roberts     | Ford Fiesta S2000             | 3:34:57.9 | 06:02.7   | 18     |
| 3 (13)  | Xavier Pons         | Alex Haro          | Ford Fiesta S2000             | 3:35:10.7 | 06:15.5   | 15     |
| 4 (14)  | Patrik Sandell      | Emil Axelsson      | Škoda Fabia S2000             | 3:35:15.9 | 06:20.7   | 12     |
| 5 (15)  | Michał Kościuszko   | Maciek Szczepaniak | Škoda Fabia S2000             | 3:37:14.1 | 08:18.9   | 10     |
| PWRC    |                     |                    |                               |           |           |        |
| 1 (17)  | Ott Tänak           | Kuldar Sikk        | Mitsubishi Lancer Evolution X | 3:38:31.0 | 00:00.0   | 25     |
| 2 (18)  | Armindo Araújo      | Miguel Ramalho     | Mitsubishi Lancer Evolution X | 3:41:46.8 | 03:15.8   | 18     |
| 3 (19)  | Hayden Paddon       | John Kennard       | Mitsubishi Lancer Evolution X | 3:42:58.9 | 04:27.9   | 15     |
| 4 (20)  | Jason Pritchard     | Robbie Durant      | Subaru Impreza WRX STI        | 3:45:35.4 | 07:04.4   | 12     |
| 5 (22)  | Patrik Flodin       | Göran Bergsten     | Subaru Impreza WRX STI        | 3:46:51.9 | 08:20.9   | 10     |
| 6 (25)  | Dave Weston Jr.     | Ieuan Thomas       | Subaru Impreza WRX STI        | 3:53:18.4 | 14:47.4   | 8      |
| 7 (26)  | Michel Jourdain Jr. | Óscar Sánchez      | Mitsubishi Lancer Evolution X | 3:54:29.1 | 15:58.1   | 6      |
| 8 (28)  | Alex Raschi         | Rudy Pollet        | Mitsubishi Lancer Evolution X | 3:55:51.4 | 17:20.4   | 4      |
| 9 (30)  | Toshi Arai          | Daniel Barritt     | Subaru Impreza WRX STI        | 3:58:55.1 | 20:24.1   | 2      |
| 10 (32) | Reijo Muhonen       | Juha Kanerva       | Mitsubishi Lancer Evolution X | 4:05:08.5 | 26:37.5   | 1      |

### Wertungsprüfungen
| Tag                                  | WP                  | Name          | Länge   | Start MEZ                         | Gewinner                       | Beifahrer                        | Auto           | Zeit    | Ø km/h             | Leader         |
| ------------------------------------ | ------------------- | ------------- | ------- | --------------------------------- | ------------------------------ | -------------------------------- | -------------- | ------- | ------------------ | -------------- |
| Tag 1 (11. Nov.)                     | WP1                 | Cardiff Bay 1 | 1,70 km | 20:30                             | Sébastien Loeb                 | Daniel Elena                     | Citroën C4 WRC | 01:16.1 | 80,42              | Sébastien Loeb |
| Tag 2 (12. Nov.)                     |                     |               |         |                                   |                                |                                  |                |         |                    | Sébastien Loeb |
| Service Cardiff, 07:00 Uhr (15 Min.) |                     |               |         |                                   |                                |                                  |                |         |                    | Sébastien Loeb |
| WP2                                  | Hafren 1            | 32,14 km      | 10:38   | Jari-Matti Latvala                | Miikka Anttila                 | Ford Focus RS WRC                | 18:43.2        | 103,01  | Jari-Matti Latvala |                |
| WP3                                  | Sweet Lamb 1        | 4,26 km       | 11:19   | Sébastien Loeb                    | Daniel Elena                   | Citroën C4 WRC                   | 02:54.4        | 87,94   | Sébastien Loeb     |                |
| WP4                                  | Myherin 1           | 27,88 km      | 11:37   | Jari-Matti Latvala                | Miikka Anttila                 | Ford Focus RS WRC                | 15:33.3        | 107,54  | Jari-Matti Latvala |                |
| WP5                                  | Hafren 2            | 32,14 km      | 14:51   | Sébastien Ogier                   | Julien Ingrassia               | Citroën C4 WRC                   | 18:39.0        | 103,40  | Jari-Matti Latvala |                |
| WP6                                  | Sweet Lamb 2        | 4,26 km       | 15:32   | Sébastien Loeb                    | Daniel Elena                   | Citroën C4 WRC                   | 02:57.1        | 86,60   | Jari-Matti Latvala |                |
| WP7                                  | Myherin 2           | 27,88 km      | 15:50   | Sébastien Loeb                    | Daniel Elena                   | Citroën C4 WRC                   | 15:16.5        | 109,51  | Sébastien Loeb     |                |
| Service Cardiff, 19:30 Uhr (45 Min.) |                     |               |         |                                   |                                |                                  |                |         | Sébastien Loeb     |                |
| Tag 3 (13. Nov.)                     |                     |               |         |                                   |                                |                                  |                |         | Sébastien Loeb     |                |
| Service Cardiff, 07:00 Uhr (15 Min.) |                     |               |         |                                   |                                |                                  |                |         | Sébastien Loeb     |                |
| WP8                                  | Radnor 1            | 14,78 km      | 10:03   | Petter Solberg Jari-Matti Latvala | Chris Patterson Miikka Anttila | Citroën C4 WRC Ford Focus RS WRC | 07:31.5        | 117,85  | Petter Solberg     |                |
| WP9                                  | Monument Hill 1     | 10,14 km      | 11:19   | Petter Solberg                    | Chris Patterson                | Citroën C4 WRC                   | 05:46.5        | 105,35  | Petter Solberg     |                |
| WP10                                 | Four Ways Crychan 1 | 25,14 km      | 11:43   | Sébastien Loeb                    | Daniel Elena                   | Citroën C4 WRC                   | 13:48.7        | 109,21  | Sébastien Loeb     |                |
| WP11                                 | Halfway 1           | 18,37 km      | 12:22   | Petter Solberg                    | Chris Patterson                | Citroën C4 WRC                   | 10:28.2        | 105,27  | Sébastien Loeb     |                |
| WP12                                 | Radnor 2            | 14,78 km      | 15:07   | Sébastien Loeb                    | Daniel Elena                   | Citroën C4 WRC                   | 07:22.3        | 120,30  | Sébastien Loeb     |                |
| WP13                                 | Monument Hill 2     | 10,14 km      | 16:23   | Sébastien Loeb                    | Daniel Elena                   | Citroën C4 WRC                   | 05:46.0        | 105,50  | Sébastien Loeb     |                |
| WP14                                 | Four Ways Crychan 2 | 25,14 km      | 16:47   | Sébastien Loeb                    | Daniel Elena                   | Citroën C4 WRC                   | 14:04.9        | 107,12  | Sébastien Loeb     |                |
| WP15                                 | Halfway 2           | 18,37 km      | 17:26   | Petter Solberg                    | Chris Patterson                | Citroën C4 WRC                   | 10:35.9        | 104,00  | Sébastien Loeb     |                |
| WP16                                 | Cardiff Bay 2       | 1,70 km       | 19:34   | Sébastien Loeb                    | Daniel Elena                   | Citroën C4 WRC                   | 01:15.5        | 81,06   | Sébastien Loeb     |                |
| Service Cardiff, 19:46 Uhr (45 Min.) |                     |               |         |                                   |                                |                                  |                |         | Sébastien Loeb     |                |
| Tag 4 (14. Nov.)                     |                     |               |         |                                   |                                |                                  |                |         | Sébastien Loeb     |                |
| Service Cardiff, 07:15 Uhr (15 Min.) |                     |               |         |                                   |                                |                                  |                |         | Sébastien Loeb     |                |
| WP17                                 | Resolfen 1          | 29,99 km      | 08:47   | Sébastien Loeb                    | Daniel Elena                   | Citroën C4 WRC                   | 15:57.8        | 112,72  | Sébastien Loeb     |                |
| WP18                                 | Margam Park 1       | 8,08 km       | 10:05   | Sébastien Loeb                    | Daniel Elena                   | Citroën C4 WRC                   | 05:06.2        | 95,00   | Sébastien Loeb     |                |
| Service Cardiff, 10:25 Uhr (30 Min.) |                     |               |         |                                   |                                |                                  |                |         | Sébastien Loeb     |                |
| WP19                                 | Resolfen 2          | 29,99 km      | 13:12   | Jari-Matti Latvala                | Miikka Anttila                 | Ford Focus RS WRC                | 16:03.8        | 112,02  | Sébastien Loeb     |                |
| WP20                                 | Margam Park 2       | 8,08 km       | 14:30   | Dani Sordo                        | Diego Vallejo                  | Citroën C4 WRC                   | 05:08.2        | 94,38   | Sébastien Loeb     |                |
| Service Cardiff, 15:43 Uhr (15 Min.) |                     |               |         |                                   |                                |                                  |                |         | Sébastien Loeb     |                |

### Gewinner Wertungsprüfungen
| WP                           | Anzahl | Fahrer             | Auto              |
| ---------------------------- | ------ | ------------------ | ----------------- |
| 1, 3, 6, 7, 10, 12–14, 16–18 | 11     | Sébastien Loeb     | Citroën C4 WRC    |
| 2, 4, 8, 19                  | 4      | Jari-Matti Latvala | Ford Focus RS WRC |
| 8, 9, 11, 15                 | 4      | Petter Solberg     | Citroën C4 WRC    |
| 5                            | 1      | Sébastien Ogier    | Citroën C4 WRC    |
| 20                           | 1      | Dani Sordo         | Citroën C4 WRC    |

### Fahrer-WM nach der Rallye
| Pos. | Fahrer             | Punkte |
| ---- | ------------------ | ------ |
| 1    | Sébastien Loeb     | 276    |
| 2    | Jari-Matti Latvala | 171    |
| 3    | Petter Solberg     | 169    |
| 4    | Sébastien Ogier    | 167    |
| 5    | Dani Sordo         | 150    |

### Team-Weltmeisterschaft
| Pos. | Team                | Punkte |
| ---- | ------------------- | ------ |
| 1    | Citroën WRT         | 456    |
| 2    | Ford WRT            | 337    |
| 3    | Citroën Junior Team | 217    |
| 4    | Stobart WRT         | 176    |